# Марко Сімончеллі
Марко Сімончеллі (італ. Marco Simoncelli; 20 січня 1987, Каттоліка, Емілія-Романья, Італія —23 жовтня 2011, Сепанг, Селангор, Малайзія) — італійський мотогонщик, учасник чемпіонату світу з шосейно-кільцевих мотогонок MotoGP. Чемпіон світу у класі 250cc (2008). Трагічно загинув під час Гран-Прі Малайзії 23 жовтня 2011 року. Виступав під номером 58.

## Спортивна кар'єра

### Перші роки
Марко почав займатися мотоспортом ще в ранньому дитинстві, а у віці 9-ти років Сімончеллі провів перші старти в національному чемпіонаті в класі Minimoto. У 1996—2000 роках він на постійній основі бере участь у змаганнях цієї категорії і, поступово набравшись досвіду, двічі виграє рідну першість, а в 2000-му році додає до титулу в національному чемпіонаті звання віце-чемпіона Європи.
Ще в початковій школі у Марко було ясне розуміння головної мети життя: «одного разу я буду чемпіоном світу» — така фраза все частіше з'являлася в його щоденнику.
Наступним кроком в кар'єрі юного мотогонщика стає перехід в клас 125сс. І тут Сімончеллі досить швидко звикає до техніки і знаходить необхідну стабільність: у 2001 році (у рік дебюту) виграє національну першість, через рік — чемпіонат Європи.

### Виступи у MotoGP

#### Клас 125cc
У серпні 2002 року дебютує у серії Гран-Прі в класі 125cc з командою «Matteoni Racing», замінивши чеського гонщика Ярослава Гулеша, який перейшов до класу 250cc. Сімончеллі, виступаючи на мотоциклі Aprilia з номером 37, фінішує на 27-му місці у своїй першій гонці на Гран-Прі Брно.
На звикання до світової першості йде півтора сезони і в сезоні-2004 Сімончеллі в складі команди «Rauch Bravo» вже на рівних бореться з лідерами класу, однак надто численні сходи (шість за 15 стартів) не дають можливості зайняти в чемпіонаті місце, вище 11-го. У цьому році на Гран-Прі Іспанії у Хересі Марко виграє свій перший поул у класі і здобуває дебютну перемогу на етапі чемпіонату світу.
У 2005 році італієць стає більш стабільним: відразу 6 подіумів і лише один схід. Набраних по ходу сезону очок вистачає на п'яте місце в загальному заліку. Успіхи Марко високо оцінюються керівництвом наступного за старшинством класу чемпіонату світу і в сезоні 2006 він стає єдиним пілотом першої вісімки особистого заліку класу 125сс, якому пропонують контракт в класі 250сс.

#### Клас 250cc
Звикання до нової техніки відбувається практично миттєво. Вже по ходу дебютного сезону він 12 разів в 16 гонках фінішує в очковій зоні і займає дуже високе для новачка 10-е місце в загальному заліку. На наступний якісний стрибок результатів італійцеві потрібно ще сезон: в 2008-му році він якісно покращує результати і, здобувши п'ять перемог, завойовує свій перший титул чемпіона світу.
Сезон 2009 виявляється проміжним в кар'єрі Сімончеллі. Італієць, як і раніше, вельми швидкий і стабільний у гонках класу 250сс, але спортивні результати вже мають другорядне значення: менеджмент гонщика веде активні переговори з власниками команд більш престижних серій. Але навіть при цьому, якби Марко провів всі гонки і уник сходів, він міг стати дворазовим чемпіоном світу. Однак цього не сталося і новим чемпіоном класу став японець Хіросі Аояма. Італієць же паралельно з основною першістю, взяв участь у Чемпіонаті світу з Супербайку на домашньому етапі в Імолі. Дебют вийшов вельми успішним — у другій гонці Марко зміг фінішувати на подіумі.

#### Клас MotoGP
У 2010-му році італієць нарешті переходить в «королівський» клас мотоциклетного чемпіонату світу — MotoGP, підписавши контракт з напівзаводською командою концерну Honda: Gresini Racing. Знову звикання до нової техніки відбувається майже миттєво. Низка стабільних фінішів в очках дозволяє Марко за підсумками сезону випередити відразу на 22 очки свого досвідченішого партнера по команді Марко Меландрі. Сімончеллі завершує рік на восьмій сходинці загального заліку.
У сезоні 2011 року з одного боку відбувається зростання результатів (виграв два поула, завоював перші подіуми), а з іншого боку падає стабільність — через надмірно агресивне пілотування Сімончеллі часто завершує гонки достроково, потрапляючи в різноманітні аварії. Напередодні Гран-Прі Малайзії Марко, тим не менш, йде на шостому місці в загальному заліку, випереджаючи, наприклад, пілотів заводської Ducati Corse Россі і Хейдена.

### Смерть
Фатальною для італійця стає гонка передостаннього етапу чемпіонату світу, що пройшла 23 жовтня 2011 на трасі Сепанг в малайзійському штаті Селангор.
На другому колі гонки, в боротьбі за позицію з Альваро Баутістою, Сімончеллі втратив контроль над мотоциклом при виході з повороту 11 і впав прямо на траєкторію — під колеса Россі, що їхав недалеко позаду, Едвардса і ще кількох пілотів. Італієць і американець виявилися найбільш невдалими в цьому епізоді і, не встигнувши щось зробити, врізалися в Марко.
Судді зупинили гонку червоними прапорами і відправили італійця в найближчу клініку, паралельно проводячи термінові реанімаційні процедури. У 16:56 місцевого часу, зневірившись запустити серце Марко, медики оголосили смерть Сімончеллі.
У пізніших коментарях від офіційних осіб причинами смерті названі травми, отримані гонщиком при зіткненні з мотоциклами суперників: в аварії були серйозно пошкоджені голова, шия і грудна клітка Марко; також після контакту з мотоциклом Валентіно Россі був розколотий шолом Марко.
Через декілька днів після всіх цих трагічних подій тіло Сімончеллі, у супроводі його батька Паоло, нареченої Кейт Фретті і одного з найближчих друзів Валентіно Россі було доставлено в Італію. Трохи пізніше, за згодою родини і сприяння НОК країни в Коріано було влаштовано публічне прощання з Марко.
27 жовтня Сімончеллі був похований на місцевому церковному цвинтарі. На похороні були присутні 20 000 чоловік. Пряму трансляцію зі скорботних заходів вело національне телебачення країни.

## Вшанування
В пам'ять про Сімончеллі, організатори MotoGP назвали на честь Марко приз найкращому новачкові сезону в «королівському» класі, а власники автодрому Мізано аналогічно перейменували свою трасу.
У сезоні 2013 року на Гран-Прі Сан Марино Валентіно Россі виступав в шоломі з спеціальним розфарбуванням, присвяченим Марко: зверху нанесено зображення міцного рукостискання двох роботизованих рук, що символізують стійкість духу на тлі чотирьох земних стихій зі словами «Wish You Were Here» («Шкода, що тебе тут немає»). Після проведення етапу відбулося офіційне відкриття пам'ятника, присвяченого Сімончеллі. Монумент був встановлений у Коріано — рідному місті СеперСіка. Пам'ятник нагадує вихлоп мотоцикла і названий «Ogni domenica». Щонеділі на заході сонця він протягом 58 секунд буде вивергати 3-метрове пам'ятне полум'я. Така кількість секунд є даниною гоночному номером покійного гонщика, а вогонь символізує пристрасть Марко до мотоциклів і мотогонок. Пам'ятник є ініціативою Ліно Дайнезе (засновник відомого виробника екіпіровки), який отримав схвалення батьків Сімончеллі: Паоло і Россели.
Також у тому сезоні, під час Гран-Прі Малайзії (на якому загинув Марко), на автомотордромі Брно у Чехії вшанувати пам'ять Сімончеллі зібралося 2988 мотоциклістів. Колона проїхала два кола (що символізувало два роки з моменту загибелі СуперСіка), мотоциклісти майже замкнули коло.
Перед початком сезону 2014 було оголошено, що Марко Сімончеллі буде включений до Залу Слави як «Легенда MotoGP». 30 травня 2014 року, напередодні Гран-Прі Італії, відбулась офіційна церемонія, на якій був присутній батько гонщика, Паоло. Марко став 21-им гонщиком «Легендою MotoGP», приєднавшись до таких великих гонщиків, як Джакомо Агостіні та Карло Уббіалі.
Через 2 роки після трагічної загибелі Марко, його батько, Паоло, заснував мотогоночну команду «SIC 58 Squadra Corse», завданням якої стало сприяти розвитку та просуванню на міжнародний рівень молодих італійських гонщиків. Паоло Сімончеллі звернувся до всіх спонсорів, які підтримували його сина, з проханням про сприяння, і ніхто не відмовив йому. Основний фінансовий тягар взяв на себе Фаусто Грезіні, якому належало 49 % прав на команду. «SIC 58 Squadra Corse» дебютувала у 2013 році в серії pre-Moto3 чемпіонату Італії, а вже в наступному сезоні здобула перемогу в серії. Кінцевою метою команди є виступи у чемпіонаті Moto3 як регулярного учасника.

## Статистика виступів у MotoGP

### У розрізі сезонів
| Сезон  | Клас   | Команда                 | Мотоцикл       | Гонки | Перемоги | Подіуми | Поули | Шв.кола | Очки | Місце |
| ------ | ------ | ----------------------- | -------------- | ----- | -------- | ------- | ----- | ------- | ---- | ----- |
| 2002   | 125cc  | Matteoni Racing Team    | Aprilia RS 125 | 6     | 0        | 0       | 0     | 0       | 3    | 33    |
| 2003   | 125cc  | Matteoni Racing Team    | Aprilia RS 125 | 15    | 0        | 0       | 0     | 0       | 31   | 21    |
| 2004   | 125cc  | Rauch Bravo             | Aprilia RS 125 | 13    | 1        | 1       | 2     | 0       | 79   | 11    |
| 2005   | 125cc  | Nocable.it Race         | Aprilia RS 125 | 16    | 1        | 6       | 1     | 1       | 177  | 5     |
| 2006   | 250cc  | Metis Gilera            | Gilera RSA 250 | 16    | 0        | 0       | 0     | 0       | 92   | 10    |
| 2007   | 250cc  | Metis Gilera            | Gilera RSA 250 | 17    | 0        | 0       | 0     | 0       | 97   | 10    |
| 2008   | 250cc  | Metis Gilera            | Gilera RSA 250 | 16    | 6        | 12      | 7     | 4       | 281  | 1     |
| 2009   | 250cc  | Metis Gilera            | Gilera RSA 250 | 15    | 6        | 10      | 3     | 4       | 231  | 3     |
| 2010   | MotoGP | San Carlo Honda Gresini | Honda RC212V   | 18    | 0        | 0       | 0     | 0       | 125  | 8     |
| 2011   | MotoGP | San Carlo Honda Gresini | Honda RC212V   | 16    | 0        | 2       | 2     | 0       | 139  | 6     |
| Всього | Всього | Всього                  | Всього         | 148   | 14       | 31      | 15    | 9       | 1255 |       |